# Adolph Malan
Adolph Gysbert Malan, DSO & Barra, DFC & Barra, RNR (24 de març de 1910 - 17 de setembre de 1963), més conegut com a Sailor Malan, va ser un pilot de caça sud-africà de la Segona Guerra Mundial i as de l'aviació de la Royal Air Force que va dirigir el 74è Esquadró de la RAF durant la batalla d'Anglaterra.
Va acabar la seva carrera com a pilot de caça el 1941 amb 27 destruïts, 7 destruïts compartits i 2 sense confirmar, 3 probables i 16 danyats. En aquell moment, era l'as líder de la RAF i un dels pilots amb més puntuació que va servir completament amb el Comandament de Caces durant la Segona Guerra Mundial.
Després de la guerra, Malan es va convertir en líder del comando Torch, una organització liberal antiautoritària que s'oposava a la introducció del sistema de l'apartheid.

## Inicis
Malan va néixer el 24 de març de 1910 en una família afrikaner a Wellington, Cap Occidental, que llavors formava part de la Colònia del Cap. Es va incorporar al vaixell d'entrenament sud-africà General Botha el 1924 o 1925 com a cadet naval (número 168) a l'edat de 14 anys, i el 5 de gener de 1928 va enrolar-se com a oficial cadet (número de baixa R42512 de mariner) a bord del Landsdown Castle de la Union-Castle Line de la International Mercantile Marine Co. que més tard li va valer el sobrenom de "Sailor" entre els seus companys pilots. El 19 de febrer de 1932, es va unir a la Reial Reserva Naval com a subtinent en funcions, i va rebre el rang de subtinent el 18 de juny de 1935.

## Royal Air Force
El 1935 la RAF va iniciar la ràpida expansió del seu cos de pilots, per al qual Malan es va oferir voluntari. Va aprendre a volar amb de Havilland Tiger Moth en una escola de vol elemental prop de Bristol, volant per primera vegada el 6 de gener de 1936. Va rebre el els galons d'oficial pilot en funcions el 2 de març, va completar la formació a finals d'any, i va ser enviat a unir-se al 74è Esquadró el 20 de desembre de 1936. Va ser confirmat com a oficial pilot el 6 de gener de 1937,. Va ser ascendit a oficial de vol interí el 20 de maig de 1938 i ascendit a oficial de vol substantiu el 6 de juliol. Va rebre una altra promoció a tinent de vol el 2 de març de 1939, sis mesos abans de l'esclat de la guerra.

## Segona Guerra Mundial

### Batalla de Barking Creek

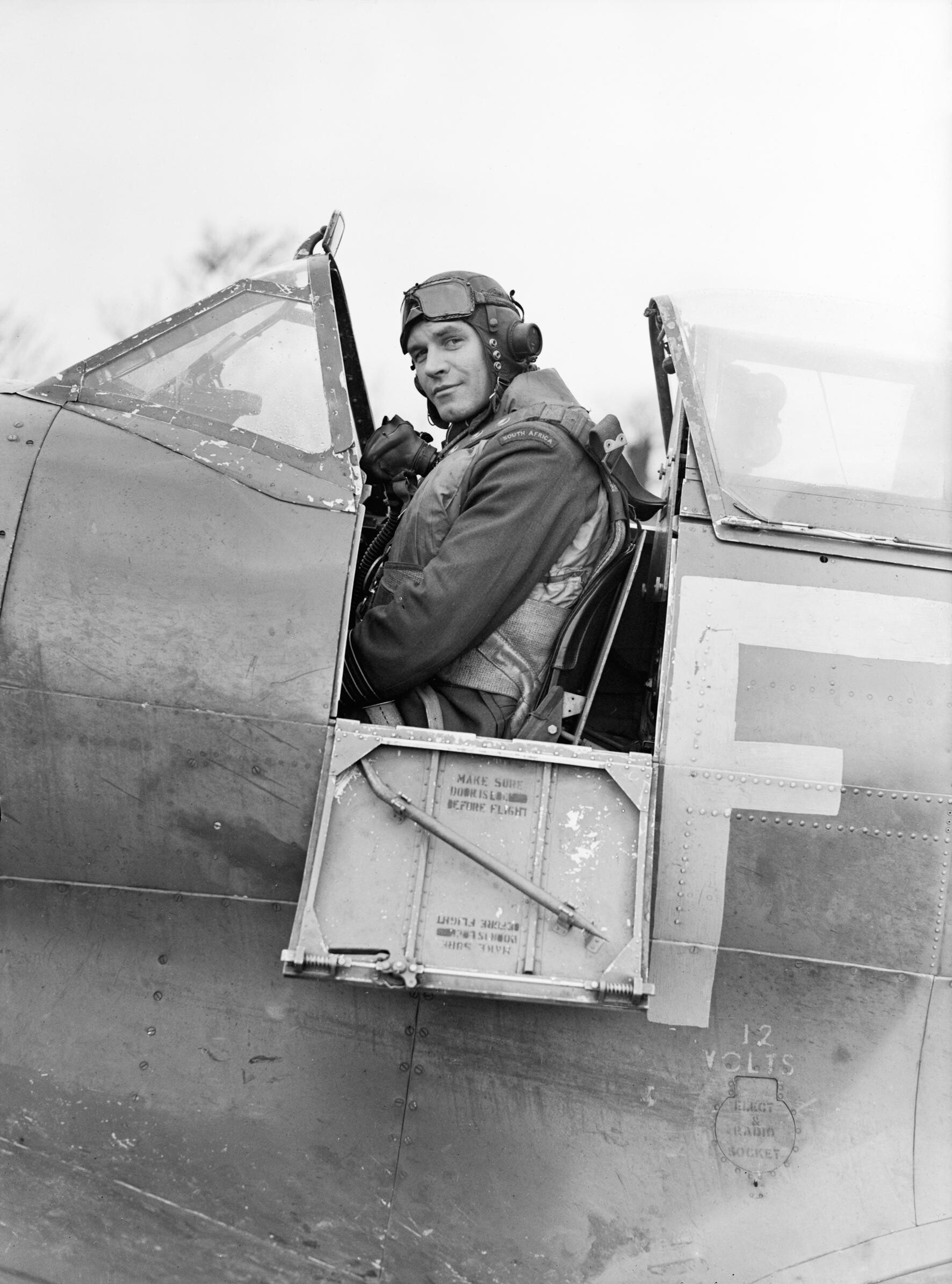
Malan a la cabina del seu Supermarine Spitfire a Biggin Hill, Kent.

El 74è Esquadró el va veure la seva primera acció només 15 hores després de la declaració de la guerra, sent enviats a interceptar un bombardeig que va resultar ser avions de la RAF retornant. El 6 de setembre de 1939, el vol "A" es va revoltar per interceptar una sospita de pista de radar enemiga i va topar amb els Hurricanes del 56è Esquadró. Creient que 56 era l'enemic, Malan va ordenar un atac. Paddy Byrne i John Freeborn van abatre dos avions de la RAF i van matar a un oficial, Montague Hulton-Harrop, en aquest incident de foc amic, que es va conèixer com la batalla de Barking Creek. En els següents tribunals marcials, Malan va negar la responsabilitat de l'atac. Va declarar pel processament contra els seus propis pilots afirmant que Freeborn havia estat irresponsable, impetuós i que no havia tingut en compte les comunicacions vitals. Això va provocar que el defensor de Freeborn, Sir Patrick Hastings, anomenés Malan un mentider de rostre nu. Hastings va ser ajudat a defensar els pilots per Roger Bushell, que, com Malan, havia nascut a Sud-àfrica. Advocat de Londres i pilot auxiliar de la RAF, Bushell va dirigir posteriorment la Gran Fugida del Stalag Luft III. El tribunal va dictaminar que tot l'incident va ser un error lamentable i va absoldre els dos pilots.

### Dunkerque
Després de ferotges lluites contra Dunkerque durant l'evacuació de l'exèrcit britànic de Dunkerque el 28 de maig de 1940, Malan va rebre la  Creu dels Vols Distingits després d'haver aconseguit cinc "abatuts". Durant aquesta batalla, va exhibir per primera vegada el seu intrépid i implacable esperit de lluita. En un incident, va ser capaç de canviar la bombeta amb llum de foc mentre estava en combat i després tornar ràpidament a la lluita. Durant la nit del 19 al 20 de juny, Malan va fer una sortida nocturna a la llum de la lluna i va abatre dos bombarders Heinkel He 111, una gesta única aleshores per la qual es va atorgar un barra per a la seva DFC. El 6 de juliol va ser ascendit al rang de tinent de vol.
Malan i els seus pilots superiors també van decidir abandonar la formació "vic" utilitzada per la RAF i es van dedicar a una formació més lliure (la "quatre dits") similar al Schwarm de quatre avions que la Luftwaffe havia desenvolupat durant la Guerra Civil espanyola. La llegenda explica que el 28 de juliol va trobar-se Werner Mölders en combat, danyant-li l'avió i ferint-lo, però no aconseguint abatre'l. Investigacions recents han suggerit, però, que Mölders va resultar ferit en una baralla amb el 41è Esquadró de la RAF.

### Cap d'esquadra de l'esquadró 74
El 8 d'agost, Malan va rebre el comandament del 74è Esquadró i va ser ascendit a cap d'esquadró en funcions. Això va ser en ple apogeu de la batalla d'Anglaterra. Tres dies més tard, l'11 d'agost, es va iniciar l'acció a les 7 del matí quan es va enviar el 74 per interceptar una incursió a prop de Dover, però van seguir tres altres incursions, que van durar tot el dia. Al final del dia, els pilots del 74 afirmaren haver abatut 38 avions i, a partir d'aleshores, era conegut com a "Sailor's August the Eleventh" ("l'onzè d'agost d'en Mariner"). El mateix Malan simplement va comentar: "així va acabar un matí de combat molt reeixit". Va rebre un barra a la seva DFC el 13 d'agost.
Sobre el terreny, Malan va guanyar-se la reputació com un jugador inveterat que sovint devia diners als seus subordinats. Malan era més gran que la majoria dels seus càrrecs i, tot i ser sociable i fora de servei, passava la major part del temps amb la seva dona i la seva família vivint a prop de Biggin Hill. Aviat va desenvolupar una rutina volant de dirigir la primera sortida del dia, i després lliurar l'esquadró a un subordinat mentre es quedava a terra per realitzar l'administració del comandant de l'esquadró. Malgrat les gèlides relacions després de la batalla de Barking Creek, sovint donava el comandament de l'esquadró a John Freeborn (ell mateix un as), demostrant la capacitat de Malan per mantenir el personal i el professional separat.
Malan comandava el 74 Esquadró amb una estricta disciplina i no suportava els ximples, i podia ser alt amb sergents pilots (molts pilots no comissionats s'unien a la RAF en aquest moment). També podia ser reticent a repartir condecoracions i tenia un criteri dur i ràpid mitjançant el qual faria recomanacions per a medalles: sis victòries confirmdets per a una Creu dels Vols Distingits, dotze per a un barra per la DFC; divuit per a una orde del Servei Distingit.
El 29 de desembre de 1941, Malan es va afegir a la selecta llista d'aviadors que havien posat per a un dels emblemàtics retrats de la RAF fets al carbó per Cuthbert Orde. Va tenir l'honor més rar de ser també el tema d'una pintura a tot color d'Orde.

### Comandant d'ala - Biggin Hill
El 24 de desembre, Malan va rebre l'orde del Servei Distingit i el 22 de juliol de 1941, una barra per a l'Orde. El 10 de març de 1941 va ser nomenat un dels primers comandants d'ala per a les operacions ofensives de la primavera i l'estiu, dirigint l'ala Biggin Hill fins a mitjans d'agost, quan va ser apartat de les operacions. Va acabar la seva carrera de combatent actiu el 1941 amb 27 destruïts, 7 compartits destruïts i 2 no confirmats, 3 probables i 16 danyats, en aquell moment, l'as líder de la RAF, i un dels pilots amb més victòries que va servir completament al Comandament de Caces durant la Segona Guerra Mundial. Va ser traslladat a la reserva com a cap d'esquadró el 6 de gener de 1942.
Després de fer gires als Estats Units i a la Central Gunnery School, Malan va ser ascendit a comandant d'ala temporal l'1 de setembre de 1942 i es va convertir en comandant de l'estació a Biggin Hill, rebent una promoció a comandant d'ala provisional de guerra l'1 de juliol de 1943. Malan seguia desitjant volar en operacions, ignorant sovint les ordres permanents perquè els comandants de l'estació no s'arrisquin a ser abatuts. A l'octubre de 1943 es va convertir en oficial al comandament de la 19a ala de combat, de la Segona força aèria tàctica de la RAF, llavors comandant de la 145a Ala (França Lliure) a temps per al dia D, dirigint una secció de l'ala sobre les platges durant el vespre.

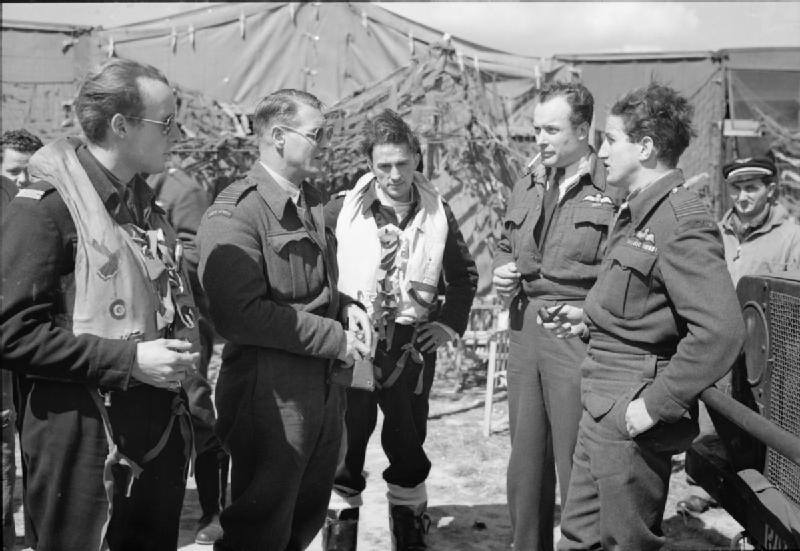
Malan (segon per l'esquerra), oficials de la RAF i francesos lliures el dia D.

## Regles de lluita aèria
Tot i que no era un pilot instintiu, Malan va ser un tret excepcional i era un pilot de combat altament agressiu, i sobretot un excel·lent tàctic que va inculcar els mètodes i tècniques que havia perfeccionat el 1940, cosa que influiria en les successives generacions de pilots de caça de la RAF que van seguir després d'ell. Va desenvolupar un conjunt de regles clares per als pilots de caça (similars a les de Mick Mannock a la Primera Guerra Mundial), que es van difondre a tot el Comandament de Caces de la RAF i que durant la darrera part de la guerra es podien trobar enganxades al mur de habitacions ordenades de la majoria dels camps d'aviació:
Deu de les meves regles per a la lluita aèria
1. Espereu fins que vegeu el blanc dels seus ulls. Feu ràfegues curtes d'un a dos segons només quan la vostra mirada estigui definitivament “ACTIVADA”.
2. Mentre disparis, no pensis en res més, prepara tot el teu cos: tingues les dues mans a la palanca: concentra't a la vista del visor.
3. Mantingueu sempre una mirada aguda. "Mantingueu el dit fora".
4. L'alçada us dona la iniciativa.
5. Gireu sempre i encareu l'atac.
6. Decidiu ràpidament. És millor actuar ràpidament tot i que les tàctiques no siguin les millors.
7. Mai voleu recte i anivellat durant més de 30 segons a la zona de combat.
8. Quan piqueu per atacar, deixeu sempre una part de la vostra formació a sobre per actuar com a guàrdia superior.
9. Iniciativa, agressivitat, disciplina aèria i treball en equip són paraules que signifiquen alguna cosa en la lluita aèria.
10. Entrar ràpidament - Picar fort - Sortir!

## Oposició de la postguerra a l'apartheid
Després de la victoriosa conclusió de la Segona Guerra Mundial, Malan va renunciar a la seva comissió amb la Royal Air Force a l'abril de 1946, mantenint el rang de Capità del Grup, i va tornar a casa a Sud-àfrica, on va iniciar una carrera en la ramaderia d'ovelles. A principis dels anys cinquanta es va involucrar en l'escena política sud-africana cada vegada més febril, amb la seva atmosfera polaritzadora radical i les tensions socials dividides racialment i culturalment. Després que el Partit Nacional fos elegit al govern a finals dels anys 40, la governança interna de Sud-àfrica es va traslladar a una posició de conservadorisme nacional i va començar la introducció de l'Apartheid, un sistema de segregació racial organitzada, al qual Malan s'hi oposava.
A principis de la dècada de 1950, Malan es va unir a un moviment de protesta organitzat políticament per part dels liberals, que s'oposava a la introducció del sistema d'apartheid que s'anomenava "Comando Torxa", que - amb el seu reconeixement públic va adquirir de la seva glamurosa carrera bèl·lica - a la presidència de la qual va ser elegit. A principis dels anys cinquanta es va implicar en l'oposició política a allò que va percebre que era el creixent autoritarisme del partit nacional al govern, que se sentia amenaçat de convertir-se en feixista. En un moment donat, el moviment "Torch Commando" (anomenat per la seva predilecció per organitzar mítings nocturns fora dels edificis governamentals amb els manifestants que portaven torxes en flames per a una il·luminació dramàtica) tenia 250.000 membres i va organitzar mítings amb molta assistència a tota Sud-àfrica, on Malan s'adreçava sovint públicament. A finals de la dècada de 1950, però, el moviment va perdre impuls, ja que algunes de les faccions que el constituïen van passar d'una posició liberal fins ara a una del comunisme mundial, i es van separar per unir-se al recent insurgent Congrés Nacional Africà, amb el qual Malan no simpatitzava. L'ascens de l'ANC amb la seva agenda radical ideològica al seu torn va desincentivar la majoria dels membres del "Comando Torch" de continuar la seva campanya contra les lleis estatals de l'apartheid, amb Malan abandonant l'organització en desintegració i retirant-se de la política i la vida pública, deixant al Partit Nacional que governaria Sud-àfrica exclusivament durant les pròximes quatre dècades.

## Mort
Malan va morir a l'edat de 53 anys el 17 de setembre de 1963 a causa de la malaltia de Parkinson, en aquella època una malaltia rara i poc coneguda. Es va recaptar una considerable quantitat de diners en el seu nom per estudiar més la malaltia. El seu servei funerari va ser a la catedral de Sant Ciprià, i el seu cos va ser enterrat al "West End Cemetery" de Kimberley, província del Cap.

## Vida personal
Malan es va casar amb Lynda, el matrimoni va tenir un fill, Jonathan, i una filla, Valerie.

## Representacions cinematogràfiques
A la pel·lícula La Batalla d'Anglaterra de 1969, el personatge del Squadron Leader Skipper interpretat per Robert Shaw es basava en Malan.

## Promocions
Oficial Pilot – 01/1937 [37604]
 Oficial de Vol – 06/07/1938
 Tinent de Vol - 06/07/1940
 Cap d'Esquadró - 08/08/1940
 Comandant d'Ala – 1941? / (T) 01/09/1942 / (WS) 01/07/1943
 Capità de Grup - ? (retd 05/04/1946)

## Condecoracions
Orde del Servei Distingit & Barra
 Orde del Servei Distingit - 24/12/1940
 Barra - 22/07/1941
 Creu dels Vols Distingits & Barra
 Creu dels Vols Distingits - 11/06/1940
 Barra - 13/08/1940
 Estrella de 1939-45 amb Barra Batalla d'Anglaterra
 Medalla de la Guerra 1939-1945
 Menció als Despatxos - 17/03/1941
  Creu de Guerra (Bèlgica) - 04/11/1941
 Creu de Guerra (Txecoslovàquia) -15/03/1946
  Creu de Guerra (França) - 04/11/1941
 Oficial de la Legió d'Honor (França)